# Hanne Bramness
Hanne Bramness, née le 3 avril 1959  à Oslo, est une poète et éditrice norvégienne.

## Biographie
Elle obtient le prix Dobloug en 2006.

## Œuvres traduites en français
- Le Blues du coquillage. Poèmes pour petits et grands, ill. de Laurie Clark, trad. d’Anne-Marie Soulier, Toulouse, France, Éditions Érès, coll. « Po&psy », 2013, 45 p.  (ISBN 978-2-7492-3734-3)